# Sonda interestelar

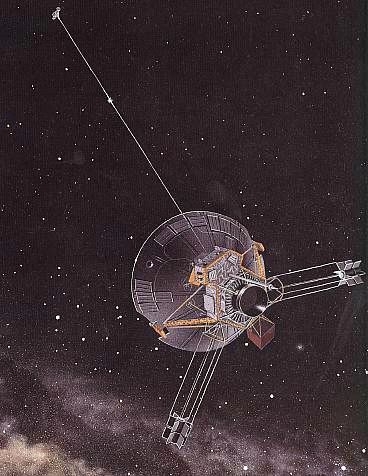
Pioneer 10/11

Una sonda interestelar es una sonda espacial que dejó o se espera que abandone el sistema solar y que entre al espacio interestelar, típicamente definida como la región más allá la heliopausa. También se refiere a las sondas capaces de alcanzar sistemas estelares distintos a los del Sol o de otro modo capaces de realizar viajes interestelares dentro de una galaxia.
Una Sonda Interestelar también es el nombre de una sonda espacial estudiada y propuesta en 1999 por la NASA con la idea de ser capaz de viajar 200 AU en 15 años.
Hay tres áreas que se deben considerar cuando se examinan las sondas interestelares: sondas existentes en trayectorias interestelares (tales como la Voyager 1), planes para sondas interestelares realistas (tales como los precursores interestelares) y los planes más extraordinarios de costos fuera de lo normal, usando tecnología o física extremas.
Incluso aunque el frente de choque de terminación ocurre tan cerca como 80-100 AU, la máxima extensión de la influencia del campo gravitacional del Sol, la esfera Hill/Roche, está en 230.000 AU (1,1 parsec o 3,6 años luz). El sistema estelar más cercano es el de Alfa Centauri a 1,34 parsec (4,36 años luz).

## Sondas interestelares existentes
Cinco naves espaciales (tres naves activas) están actualmente en trayectorias interestelares:

### Naves funcionales
Voyager 1 (1977+)
En mayo de 2005 un comunicado de prensa de la NASA expresó el consenso de que la Voyager 1 (en español: Viajero 1) estaba ahora en la heliofunda. Al 30 de julio de 2010, la Voyager 1 está a una distancia de alrededor de 22 650 613 602,7 kilómetros (14 074 473 761,1 mi) o 114,24 AU del Sol y que viaja alrededor de 3,6 AU por año (17 km/s). Actualmente la Voyager esta en el espacio interestelar, pero sin salir aun de la nube de oort. Se espera que siga transmitiendo hasta 2025.
Voyager 2 (1977+)
La Voyager 2 (en español: Viajero 2) pasó la frente de choque de terminación en la heliofunda el 30 de octubre de 2007. A diferencia de la Voyager 1, tiene un instrumento científico de plasma funcionando, y está enviando datos sobre la temperatura y presión de esta región. Al 30 de julio de 2010, la Voyager 2 está a una distancia de alrededor de 125,32 AU del Sol y viajando hacia el exterior a aproximadamente 3,263 AU por año (15,47 km/s) . Se espera que la Voyager 2 se mantenga transmitiendo hasta 2025.
New Horizons (2006+)

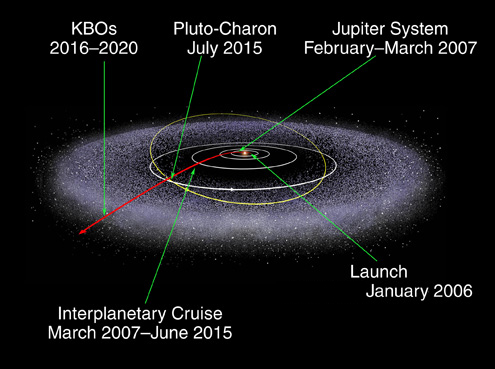
Trayectoria de la nave New Horizons

Después de su asistencia gravitatoria en el planeta Júpiter, la New Horizons está en una trayectoria interestelar vía Plutón. El 7 de marzo de 2008, la New Horizons (en español: Nuevos Horizontes) estaba a 9,37 AU del Sol y alejándose a 3,9 AU por año, sin embargo comenzará a disminuir su velocidad de escape a solo 2,5 AU por año a la medida que se aleja del Sol, así que nunca alcanzará a la Voyager. A principios del 2011, estaba viajando a 3,356 AU/año (15,91 km/s) en relación con el Sol.

### Misiones inactivas
Pioneer 10 (1972-2003)
La última recepción exitosa de telemetría de la Pioneer 10 (en español: Pionero 10) fue el 27 de abril de 2002, cuando se encontraba a una distancia de 80,22 AU. Viajando aproximadamente 2,54 AU/año (12 km/s).
Pioneer 11 (1973-1995)
Operaciones de misión rutinarias para el Pioneer 11 (en español: Pionero 11) fueron detenidas el 30 de septiembre de 1995, cuando estaba a 6500 millones de kilómetros (aproximadamente 43,4 AU) de la Tierra. Viajando aproximadamente a 2,4 AU/año (11,4 km/s).
Véase también: 
- Sondas abandonando el sistema solar
- Anexo:Objetos creados por el hombre que más se han alejado de la Tierra

## Sondas transneptunianas a distancias precursoras

La órbita de 90377 Sedna (rojo) comparada a las de Júpiter, Saturno, Urano, Neptuno y Plutón (círculos pequeños)

A principios de la década de 2000 muchos nuevos y relativamente grandes cuerpos planetarios fueron encontrados más allá del ese entonces planeta Plutón, y con órbitas extendiéndose a centenares de AU más allá de la heliofunda (90 - 100 AU). La sonda New Horizons de la NASA puede explorar esta área después que ejecute su pasada planificada por Plutón en el 2015 (siendo las distancias de Plutón aproximadamente entre 29-49 AU). Algunos de estos grandes objetos más allá de Plutón incluyen a Eris (136199), Haumea (136108), Makemake (136472) y Sedna (90377). Sedna se acerca tanto como 76 AU, pero va tan lejos como 961 AU en su apoapsis, y el planeta menor 87269 va más allá de 1.060 AU en su apoapsis. Cuerpos como estos tienen un impacto en cómo se entiende al sistema solar, y viajan en un área previamente solo el dominio de las sondas interplanetarias; algunos de los cuerpos descubiertos pueden convertirse en objetivos para misiones de exploración, un ejemplo de lo cual es el trabajo preliminar en la sonda a Haumea (136108) y sus lunas (a 35-51 AU). La masa, la fuente de energía y el sistema de propulsión de la sonda son áreas tecnológicas claves para este tipo de misión. Además, una característica de esta área es el lente gravitacional apuntado hacia el Sol en aproximadamente 550 AU.

## Sondas interestelares propuestas
Misiones que pretenden alcanzar el medio interestelar.
Explorador interestelar innovador (2003+)
La NASA propone enviar una carga científica de 35 kg a una distancia de al menos 200 AU. Alcanzaría una velocidad máxima de 7,8 AU por año usando una combinación de un cohete de lanzamiento pesado, la asistencia gravitatoria de Júpiter y un motor iónico energizado por un generador termoeléctrico de radioisótopos (en inglés: Radioisotopic Thermal Generator, RTG) estándares. La fecha sugerida para el lanzamiento de la sonda es en el 2014 (para tomar ventaja de la asistencia gravitatoria de Júpiter, alcanzando 200 AU alrededor del año 2044.
Explorador Interestelar Realista & Explorador Interstel (2000-2002)
Estudios que sugieren varias tecnologías incluyendo un generador termoeléctrico de radioisótopos basado en americio-241, comunicación óptica (en contraste a usar radio) y electrónica semiautónoma de bajo consumo de energía. La trayectoria usa la asistencia gravitatoria de Júpiter y el Sol para alcanzar 20 AU/año, permitiéndole llegar a 1.000 AU en 50 años, y una extensión de misión de hasta 20.000 AU y 1.000 años. La tecnología necesaria incluye propulsión avanzada y un escudo solar para la parte de la trayectoria alrededor del Sol. Varias fuentes de energía se consideraron incluyendo: solar termal (en inglés: Solar Thermal, STP), fisión nuclear termal (en inglés: Nuclear Fission Thermal, NTP) y fisión nuclear de pulso, así como varios isótopos para RTG. Los estudios también incluyeron recomendaciones para una sonda solar (véase también Parker Solar Probe), tecnología nuclear termal, una sonda con vela solar, una sonda de 20 AU/año, y una visión de largo plazo de una sonda que alcance 200 AU/año con destino a la estrella Épsilon Eridani.
La sonda interestelar de siguiente generación en este estudio sugiere un reactor de fisión de 5 megawatts que utilice 16 toneladas métricas de H2 como propelente. Esperando que su lanzamiento sea a mediados del siglo xxi, podría acelerar a 200 AU/año en una distancia de 4200 AU y alcanzar la estrella Épsilon Eridani, después de 3400 años de viaje, en el año 5500 AD. Sin embargo, esto era una visión de segunda generación para una sonda y el estudio reconoce que incluso 20 AU/año podrían no ser posible con la tecnología actual del estudio (2002). En comparación, la sonda más rápida al tiempo del estudio era la Voyager 1 con aproximadamente 3,6 AU/año (17 km/s), en relación con el Sol.
Sonda Interestelar (1999)

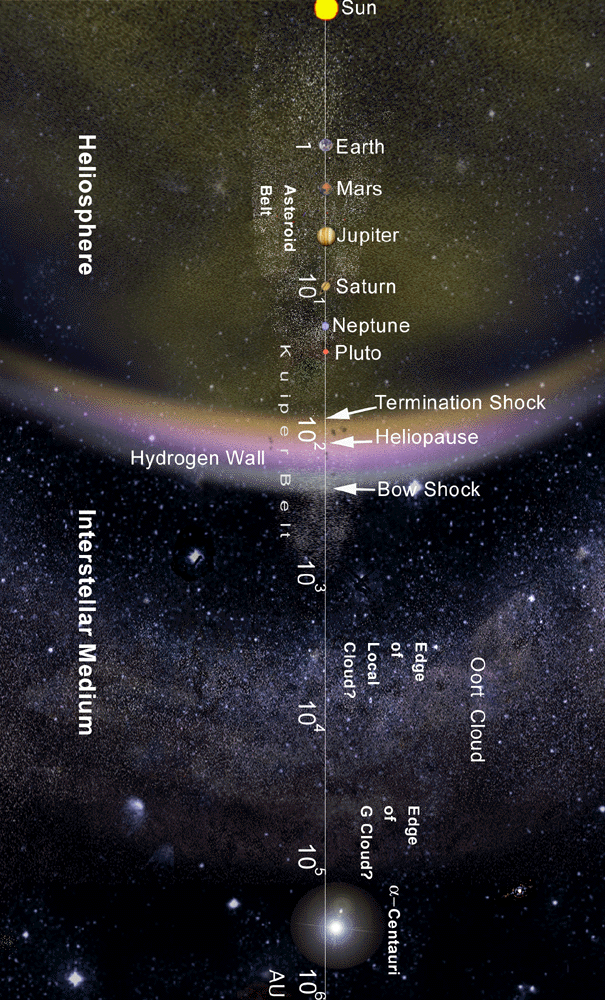
La frontera solar como era conceptualizada hacia el cambio de siglo, en escala logarítmica (1999)

La Sonda Interestelar era una propuesta de nave espacial propulsada por una vela solar planeada por el Jet Propulsion Laboratory de la NASA. Estaba planificado que alcanzara 200 AU en diez años a una velocidad de 14 AU/año (aproximadamente 70 km/s), y que funcionará hasta alcanzar más de 400 AU. Una tecnología crítica para la misión era una gran vela solar de 1 g/m². La sonda en sí misma esperaba usar un avanzado generador termoeléctrico de radioisótopos para energía eléctrica, una radio de banda Ka para comunicarse con la Tierra, un cohete Delta II para lanzamiento desde la Tierra y un paquete de instrumentos de 25 kg que usaba 29 watts.
(Mewaldt et al., 1995)
Un estudio para una sonda de 200 kg viajando entre 6 a 14 AU por año usando una propulsión química y asistencia gravitatoria planetaria o solar.
(Holzer et al., 1990)
Estudio de una sonda de 1.000 kg viajando a 10 AU por año usando propulsión química y asistencia gravitatoria solar, para recolectar datos hasta una distancia de 200 AU respecto al Sol.
Misión TAU (1987)
La Misión TAU (Thousand Astronomical Units, en español: Mil Unidades Astronómicas) era una propuesta para una nave propulsada por un cohete eléctrico nuclear que usaba un reactor de fisión nuclear de 1 MW y un motor de iones con un tiempo de combustión de aproximadamente 10 años para alcanzar una velocidad de 106 km/s (aproximadamente 20 AU por año) para alcanzar una distancia de 1.000 AU en 50 años. La meta principal de la misión era mejorar las medidas de paralaje de las distancias a las estrellas al interior y exterior de nuestra galaxia, con objetivos secundarios de estudiar la heliopausa, medir las condiciones en el medio interestelar y, a través de comunicaciones con la Tierra, hacer pruebas de la relatividad general.
Misión Precursora Interestelar (Jaffe, 1977-1979)
Propuesta de un paquete de propulsión/fuente de energía eléctrica nuclear para una sonda que alcanzara 370 AU en 20 años y 1.030 AU en 50 años a partir de su lanzamiento.

## Conceptos interestelares
Proyecto Orión (1958-1965)
El Proyecto Orión era una propuesta para un sistema de propulsión nuclear de pulso que usaba bombas de fisión o fusión para aplicar fuerza de movimiento. El diseño fue estudiado durante las décadas de 1950 y 1960 en Estados Unidos, con una variante siendo capaz de viaje interestelar.
Sonda Bracewell (1960)
Comunicación interestelar usando una sonda, en oposición a enviar una señal electromagnética.
Cohete Fotónico de Sanger (1950s-1964)
Eugen Sänger propuso una nave espacial impulsada por antimateria en la década de 1950. La idea era que el empuje fuera proporcionado por los rayos gamma producidos por la aniquilación electrón-positrón.
Nave espacial Enzmann (1964/1973)
Propuesto en 1964 y examinado en octubre de 1973 en un número de Analog, la nave espacial Enzmann propuso usar una bola de deuterio congelado de 12 000 toneladas para alimentar un sistema de propulsión por pulsos termonuclear. De aproximadamente el doble de largo que el Edificio Empire State y armado en órbita, la nave espacial era parte de un proyecto más grande precedido por grandes sondas interestelares y la observación remota de sistemas estelares objetivos.
Proyecto Dédalo (1973-1978)
El Proyecto Dédalo fue una propuesta para una nave con propulsión nuclear de pulso que usaba confinamiento inercial de la fusión de pequeñas bolas dentro de una tobera de un campo magnético para proveer de la fuerza de empuje. El diseño fue estudiado durante la década de 1970 por la Sociedad Interplanetaria Británica, y la idea era que alcanzara la Estrella de Barnard en menos de un siglo a partir de su lanzamiento. Los planes incluían la extracción de helio-3 en Júpiter y una masa previa al lanzamiento desde órbita de sobre 50 toneladas métricas.
Proyecto Longshot (1987-1988)
El Proyecto Longshot (en español: Tiro Largo) fue una propuesta para una nave que usaba propulsión nuclear de pulso que usaba confinamiento inercial de la fusión de pequeñas bolas dentro de una tobera de un campo magnético para proveer de la fuerza de empuje, de forma similar a la del Proyecto Dédalo. El diseño fue estudiado durante la década de 1990 por la NASA y la Academia Naval de Estados Unidos. La nave estaba diseñada para alcanzar y estudiar Alfa Centauro.
Starwisp (1985)
Starwisp es un diseño hipotético para una sonda interestelar no tripulada propuesto por Robert L. Forward. Es impulsado por un vela de microondas, similar a la de una vela solar en concepto, pero usando las microondas de una fuente artificial.
Medusa (1990s)
Medusa era una propuesta para una nave de propulsión nuclear de pulso que usaba bombas de fisión o fusión para proporcionar la propulsión, con una estructura similar a la de un velero usada para derivar fuerza de movimiento de las ondas expansivas producidas por las bombas al explotar. El diseño fue estudiado durante la década de 1990 por la Sociedad Interplanetaria Británica como un medio de viaje interplanetario.
Lanzador Starseed (1996)
El Lanzador Starseed era un concepto para el lanzamiento de sondas interestelares que pesaban microgramos a velocidades de hasta 1/3 de la velocidad de la luz.
AIMStar (1990s-2000s)
AIMStar era una propuesta de una nave de propulsión nuclear de pulso de antimateria catalizada que usaba nubes de antiprotones para iniciar fisión y fusión al interior de bolitas de combustible. Una tobera magnética deriva fuerza de movimiento de las explosiones resultantes. El diseño fue estudiado durante la década de 1990 por la Penn State University. La nave estaba diseñada para alcanzar distancias de hasta 10 000 AU en relación con el Sol dentro de 50 años.
Proyecto Ícaro (2009+)

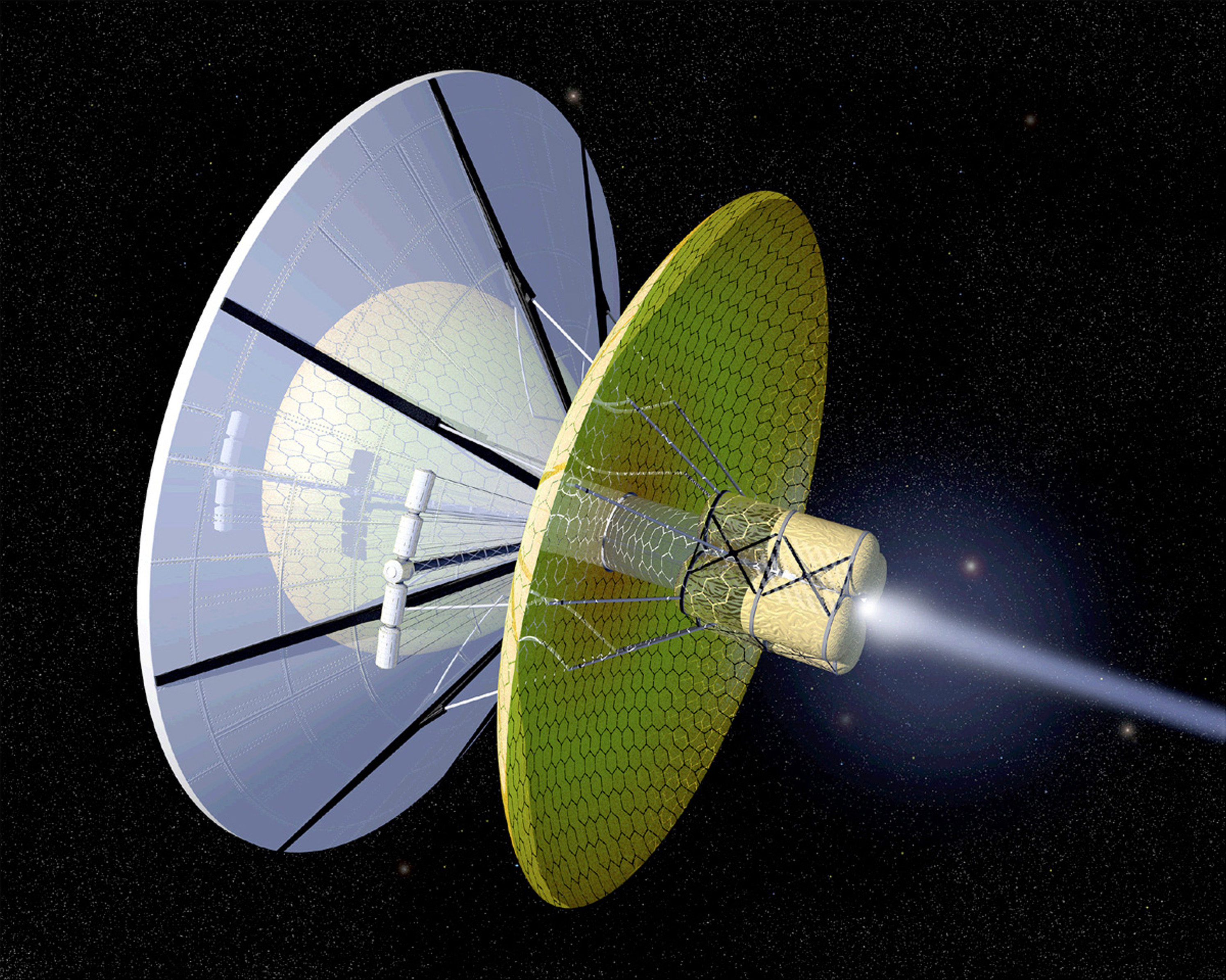
Concepto artístico de la NASA (2004) de un estatorreactor Bussard interestelar

El Proyecto Ícaro es un estudio teórico para una sonda interestelar y está siendo ejecutado bajo la guía de la Tau Zero Foundation (TZF) y la Sociedad Interplanetaria Británica (BIS), y fue motivado por el Proyecto Dédalo, un estudio similar que fue llevado a cabo entre 1973 y 1978 por la BIS. Está planificado que el proyecto demore cinco años y comenzó el 30 de septiembre de 2009

## Otras sondas interplanetarias de interés
Otras sondas de interés para las misiones interestelares sugeridas.
- NASA Dawn (lanzada en 2007), y que usa propulsores de iones de xenón con energía solar, alcanzando una velocidad de cambio de más de 10 km/s[23]
- Parker Solar Probe, sonda planeada que se aproxima al Sol a una distancia de 8-9 radios solares (las sondas interestelares que usen asistencia gravitatoria solar necesitan sobrevivir al apoastro solar).
- Deep Space 1 (1999–2001), demostró los motores de ion y comunicaciones de radio en la banda Ka.
- Ulysses (1990–2009), misión fuera de la eclíptica que significa una gran velocidad de cambio de 15,4 km/s (impulsor IUS & Pam-S)[9] y asistencia gravitatoria de Júpiter. Usó un generador termoeléctrico de radioisótopos para energía.
- IKAROS (2010) & NanoSail-D2, pruebas para la propulsión usando una vela solar.